# Banu Tayy
I Banū Ṭayyʾ (in arabo ﺑﻨﻮ طيء‎?), chiamati anche Banū Ṭayy, è una tribù araba che si vuole fosse emigrata dall'originario Yemen nelle regioni steppose settentrionali della Penisola araba dopo il cosiddetto crollo della Diga di Ma'rib nell'ultimo quarto del VI secolo, con conseguente inondazione e sfacelo dei vasti terreni agricoli irrigati dalle acque raccolte nell'invaso dello sbarramento (in arabo انهيار سد مأرب‎?, Inhiyār sadd Māʾrib).
Il loro insediamento nello Shammar (NO dell'Arabia) li portò in contatto ostile con la tribù dei Banu Asad, tanto da dover abbandonar loro una parte dei territori da essi posti sotto il proprio controllo ma in breve le due tribù si riappacificarono, dando vita a un'intesa che le rese note col duale arabo al-ḥalīfān ("i due alleati").
Le due principali branche dei Tayyʿ erano i Jadīla e gli al-Ghawth, diffusi nelle aree montagnose della regione e in quelle pianeggianti, tanto da farli chiamare al-Jabaliyyūn (da jabal, monte) o al-Sahliyyūn (da sahl, pianura), ma anche in quelle desertiche a predominanza sabbiosa, da cui proveniva il nome al-Ramliyyūn (da raml, "deserto sabbioso").
La loro importanza crebbe vistosamente, tanto da far chiamare tutti gli Arabi nelle fonti siriache, Ṭayyāyē.
  
Ebbero relazioni commerciali di notevole consistenza con la Persia sasanide e con tutte le realtà ad essa legate da un rapporto di vassallaggio, come i Lakhmidi della Mesopotamia, ma anche con chi rientrava nell'orbita politico-economica bizantina, come i Ghassanidi del bilād al-Shām (la Grande Siria geografica).
La tribù si cristianizzò in parte prima dell'avvento dell'Islam, allorché una buona parte di essa si convertì. 
Appartennero ai Ṭayyʾ i poeti Ḥātim al-Ṭāʾī (celeberrimo per la sua proverbiale ospitalità e generosità) e al-Ṭirimmāḥ b. Ḥakīm al-Ṭāʾī, oltre al beduino Rāfiʿ b. ʿAmīra, che guidò Khālid b. al-Walīd nella sua marcia nel deserto stepposo, che lo portò (in modo del tutto inatteso dai suoi nemici) dal fronte mesopotamico a quello siriano, dove la sua presenza fu fondamentale per la vittoria finale arabo-islamica contro i Bizantini.